# Gymnosiphon
Gymnosiphon är ett släkte av enhjärtbladiga växter. Gymnosiphon ingår i familjen Burmanniaceae.

## Bildgalleri

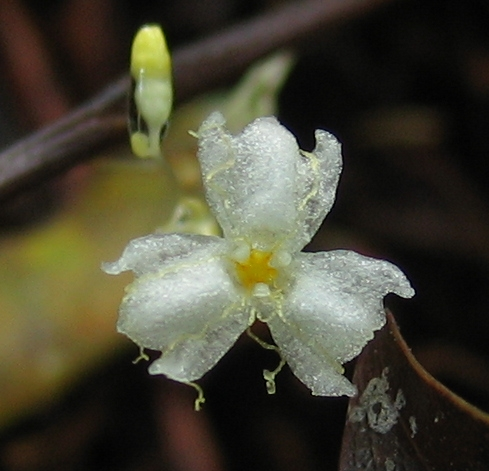

## Dottertaxa tillGymnosiphon, i alfabetisk ordning[1]
- Gymnosiphon affinis
- Gymnosiphon afro-orientalis
- Gymnosiphon aphyllus
- Gymnosiphon bekensis
- Gymnosiphon brachycephalus
- Gymnosiphon breviflorus
- Gymnosiphon capitatus
- Gymnosiphon constrictus
- Gymnosiphon cymosus
- Gymnosiphon danguyanus
- Gymnosiphon divaricatus
- Gymnosiphon fimbriatus
- Gymnosiphon guianensis
- Gymnosiphon longistylus
- Gymnosiphon marieae
- Gymnosiphon minahassae
- Gymnosiphon minutus
- Gymnosiphon neglectus
- Gymnosiphon niveus
- Gymnosiphon okamotoi
- Gymnosiphon oliganthus
- Gymnosiphon panamensis
- Gymnosiphon papuanus
- Gymnosiphon pauciflorus
- Gymnosiphon recurvatus
- Gymnosiphon samoritoureanus
- Gymnosiphon sphaerocarpus
- Gymnosiphon suaveolens
- Gymnosiphon tenellus
- Gymnosiphon usambaricus